# ماكورازاكي
مدينة ماكورازاكي (بالإنجليزية: Makurazaki)‏ هي أحد المدن التابعة لمحافظة كاغوشيما. تأسست رسميًا في 01/09/1949. ويقدر عدد سكانها بـ 24400 نسمة حسب تقدير مكتب الإحصاء الياباني لعام 2012. تبلغ مساحة ماكورازاكي 74.88 كم2. بكثافة سكانية تبلغ 326 نسمة/كم2.

## المناخ
يظهر الجدول التالي التغييرات المناخية على مدار السنة لماكورازاكي:
| البيانات المناخية لـماكورازاكي                             | البيانات المناخية لـماكورازاكي | البيانات المناخية لـماكورازاكي | البيانات المناخية لـماكورازاكي | البيانات المناخية لـماكورازاكي | البيانات المناخية لـماكورازاكي | البيانات المناخية لـماكورازاكي | البيانات المناخية لـماكورازاكي | البيانات المناخية لـماكورازاكي | البيانات المناخية لـماكورازاكي | البيانات المناخية لـماكورازاكي | البيانات المناخية لـماكورازاكي | البيانات المناخية لـماكورازاكي | البيانات المناخية لـماكورازاكي |
| الشهر                                                      | يناير                          | فبراير                         | مارس                           | أبريل                          | مايو                           | يونيو                          | يوليو                          | أغسطس                          | سبتمبر                         | أكتوبر                         | نوفمبر                         | ديسمبر                         | المعدل السنوي                  |
| ---------------------------------------------------------- | ------------------------------ | ------------------------------ | ------------------------------ | ------------------------------ | ------------------------------ | ------------------------------ | ------------------------------ | ------------------------------ | ------------------------------ | ------------------------------ | ------------------------------ | ------------------------------ | ------------------------------ |
| الدرجة القصوى °م (°ف)                                      | 22.8 (73.0)                    | 22.8 (73.0)                    | 24.3 (75.7)                    | 28.4 (83.1)                    | 29.9 (85.8)                    | 32.6 (90.7)                    | 35.3 (95.5)                    | 36.7 (98.1)                    | 34.8 (94.6)                    | 32.7 (90.9)                    | 27.5 (81.5)                    | 23.8 (74.8)                    | 36.7 (98.1)                    |
| متوسط درجة الحرارة الكبرى °م (°ف)                          | 12.7 (54.9)                    | 13.7 (56.7)                    | 16.4 (61.5)                    | 20.4 (68.7)                    | 23.8 (74.8)                    | 26.4 (79.5)                    | 30.1 (86.2)                    | 31.0 (87.8)                    | 29.0 (84.2)                    | 24.9 (76.8)                    | 20.0 (68.0)                    | 15.2 (59.4)                    | 22.0 (71.6)                    |
| المتوسط اليومي °م (°ف)                                     | 8.8 (47.8)                     | 9.7 (49.5)                     | 12.4 (54.3)                    | 16.4 (61.5)                    | 19.9 (67.8)                    | 23.2 (73.8)                    | 26.9 (80.4)                    | 27.6 (81.7)                    | 25.2 (77.4)                    | 20.4 (68.7)                    | 15.5 (59.9)                    | 10.7 (51.3)                    | 18.1 (64.6)                    |
| متوسط درجة الحرارة الصغرى °م (°ف)                          | 4.7 (40.5)                     | 5.6 (42.1)                     | 8.2 (46.8)                     | 12.1 (53.8)                    | 16.0 (60.8)                    | 20.2 (68.4)                    | 24.2 (75.6)                    | 24.5 (76.1)                    | 21.8 (71.2)                    | 16.4 (61.5)                    | 11.3 (52.3)                    | 6.5 (43.7)                     | 14.3 (57.7)                    |
| أدنى درجة حرارة °م (°ف)                                    | −3.3 (26.1)                    | −4.4 (24.1)                    | −1.7 (28.9)                    | 0.0 (32.0)                     | 5.0 (41.0)                     | 11.2 (52.2)                    | 16.6 (61.9)                    | 16.9 (62.4)                    | 10.7 (51.3)                    | 4.6 (40.3)                     | −0.5 (31.1)                    | −3.0 (26.6)                    | −4.4 (24.1)                    |
| الهطول مم (إنش)                                            | 94.5 (3.72)                    | 107.7 (4.24)                   | 182.7 (7.19)                   | 203.6 (8.02)                   | 208.5 (8.21)                   | 399.4 (15.72)                  | 273.7 (10.78)                  | 179.8 (7.08)                   | 221.5 (8.72)                   | 98.5 (3.88)                    | 111.1 (4.37)                   | 94.5 (3.72)                    | 2٬175٫6 (85.65)                |
| متوسط أيام هطول الأمطار (≥ 0.5 mm)                         | 12.6                           | 11.1                           | 14.5                           | 12.2                           | 11.7                           | 15.1                           | 10.8                           | 11.0                           | 10.7                           | 8.4                            | 9.0                            | 11.0                           | 138.1                          |
| متوسط الرطوبة النسبية (%)                                  | 68                             | 67                             | 70                             | 72                             | 75                             | 82                             | 82                             | 79                             | 77                             | 72                             | 71                             | 69                             | 74                             |
| ساعات سطوع الشمس الشهرية                                   | 110.3                          | 117.7                          | 141.1                          | 165.6                          | 173.7                          | 124.5                          | 210.3                          | 228.0                          | 187.4                          | 186.0                          | 149.2                          | 133.2                          | 1٬926٫8                        |
| المصدر: Japan Meteorological Agency (records 1872–present) |                                |                                |                                |                                |                                |                                |                                |                                |                                |                                |                                |                                |                                |

## توأمة
لماكورازاكي اتفاقيات توأمة مع:
- واكاناي (28 أبريل 2012 - )

## أعلام
- دايسوكي ناسو